# Kano-Chronik
Die Kano-Chronik ist eine in Arabisch geschriebene wertvolle Quelle zur Geschichte der Stadt Kano in Nordnigeria.
Die Chronik wurde zu Beginn der Kolonialzeit in Kano entdeckt und von dem Kolonialverwalter H. R. Palmer ins Englische übersetzt. In nigerianischen Archiven werden mehrere, recht unterschiedliche Fassungen der Chronik aufbewahrt. Der arabische Text wurde bisher nie kritisch bearbeitet und veröffentlicht.
Die Chronik gehört zu den sechs wichtigsten arabischen Quellen zur Geschichte Westafrikas, die von einheimischen Chronisten verfasst wurden. Sie behandelt die Geschichte der Stadt Kano vom Ende des 10. Jahrhunderts bis zum Ende der Regierungszeit des Königs Muhammad Bello (1883–1892) und zeichnet sich durch ein relativ großes Interesse an der vorislamischen Tradition aus.